# Modi (jabłoń)
Modi – nazwa handlowa odmiany uprawnej jabłoni domowej. Jest dostępna do produkcji i handlu jako odmiana klubowa.
Odmiana została wyhodowana przez Consorzio Italiano Vivaisti (CIV) we Włoszech ze skrzyżowania odmian ‘Gala’ i ‘Liberty’ i zaprezentowana w 2006. Jest odporna na parcha jabłoni i ma niską podatność na mączniaka prawdziwego jabłoni, w związku z czym może być z powodzeniem uprawiana w gospodarstwach ekologicznych.
Owoce Modi są duże i wydłużone. Mają gładką skórkę, w 80%-100% pokrytą ciemnoczerwonym rumieńcem. Miąższ jest żółtawy, jędrny, kruchy, słodki, a przy tym bardzo soczysty. W handlu dominują owoce o wielkości 70–80 mm. Mogą być przechowywane 5–6 miesięcy w chłodni zwykłej. Drzewa szybko wchodzą w czas owocowania. Plonowanie dochodzi do 50 t/ha, ale istnieje ryzyko przemienności, jeśli drzewo w jednym roku wydaje bardzo dużą ilość owoców. Do wad odmiany należy gruba skórka, konieczność przerzedzania zawiązków oraz ordzawienie jabłek przy używaniu niektórych środków ochrony roślin.
Nazwa wywodzi się od pseudonimu włoskiego artysty Amadeo Modiglianiego, znanego z używania intensywnej czerwieni w swych pracach. Odmiana może być sadzona jedynie w rejonach zaaprobowanych przez Consorzio Italiano Vivaisti.